# Grzegorz Kajdanowicz
Grzegorz Kajdanowicz (ur. 27 lipca 1972 w Wyszkowie) – polski dziennikarz, związany z TVN i TVN24.

## Życiorys
Studiował na Wydziale Dziennikarstwa Uniwersytetu Warszawskiego. W czasie studiów współpracował z redakcją Teleexpressu.
Od 1997 do 2009 był reporterem politycznym Faktów TVN. Jako prowadzący debiutował 4 czerwca 2004 w Faktach Wieczornych. Od sierpnia 2004 jest jednym z gospodarzy głównego wydania Faktów w TVN. Od września 2007 do grudnia 2011 prowadził weekendowe Fakty w duecie z Anitą Werner.
Pracuje również w TVN24, gdzie przez krótki okres prowadził Magazyn 24 godziny i serwisy informacyjne. Był także prowadzącym programu Ławy polityków. Obecnie w TVN24 jest jednym z gospodarzy programu Fakty po Faktach.
W 2018 otrzymał tytuł Mistrz Mowy Polskiej. W latach 2019 i 2020 był nominowany do Telekamery w kategorii „Prezenter informacji”.

## Życie prywatne
Jest rozwiedziony i ma dwóch synów – starszego Kajetana i młodszego Karola. Jego pasją jest tenis oraz narciarstwo.